# Chiesa di San Tommaso (Brescia)
La chiesa di San Tommaso è una ex chiesa di Brescia, situata lungo via Camillo Pulusella. Di epoca medievale, funzionava come oratorio della chiesa dei Santi Faustino e Giovita.
Soppressa nel 1797, funzionerà per ancora un trentennio come oratorio giovanile, fino alla sua completa alienazione a privati che ha segnato l'inizio del suo degrado, non ancora risanato. Le tre tele un tempo custodite al suo interno si trovano oggi nella chiesa dei Santi Faustino e Giovita e nei locali annessi.

## Storia
La chiesa nasce in epoca medioevale nella popolosa zona di via San Faustino, gravitante nell'area della chiesa dei Santi Faustino e Giovita e, probabilmente, funzionante più come oratorio che come chiesa autonoma.
L'edificio mantiene tale ruolo per secoli, arricchendosi man mano di opere d'arte, tra le quali si possono sicuramente identificare una tela di Marco Richiedei per l'altare maggiore, l'unico presente, e una di Giuseppe Amatore. A queste sono da aggiungere un probabile rivestimento cromatico per le pareti esterne databile al Quattrocento, oggi praticamente scomparso (vedi dopo).
Il culto al suo interno viene chiuso nel 1797 per ordine della Repubblica Bresciana. Nel 1806, dopo la soppressione del 1798 della Confederazione dell'Oratorio di San Filippo Neri, l'ex canonico della confraternita Vincenzo Bonomi inoltra una richiesta al parroco di San Faustino per acquisire la chiesa con l'obiettivo di fondarvi un oratorio festivo per giovani. La richiesta viene accolta e l'oratorio viene riaperto: il Bonomi si prende carico della gestione e fa anche sostituire la pala del Richiedei, trasferita nella parrocchiale, con una nuova appositamente commissionata a Liberale Cozza. La struttura funzionerà fino alla morte del Bonomi, avvenuta nel 1836.
Da allora, la chiesa diventa di proprietà privata e subisce un degrado sempre maggiore, non ancora risanato.

## Architettura
L'edificio ha quasi completamente perso l'originario aspetto chiesastico, rilevabile solo dalla facciata a capanna con ingresso e finestra superiore in posizione centrale. La facciata è anche l'unica parte della chiesa che abbia mantenuto l'originale rivestimento di intonaco.
Sulla fiancata sud, parallela alla via, si possono notare tracce di antiche aperture, tra cui una probabile monofora.
Nel 1983, nell'ambito di uno studio dei dipinti murari esterni di Brescia antica, viene rilevata la presenza di tracce di affreschi sul residuo manto di intonaco sopravvissuto sulla facciata. I frammenti vengono classificati come figure racchiuse in riquadri con cornici policrome e datati al XV secolo. Già allora segnalati come "illeggibili", oggi si possono dire completamente scomparsi.

## Opere già nella chiesa
- Marco Richiedei, Incredulità di san Tommaso, fine XVI secolo
- Giuseppe Amatore, Comunione degli Apostoli, fine XVI secolo
- Liberale Cozza, San Filippo Neri invita i fanciulli a venerare la Madonna, 1811